# Laure de Lattre
Pour les articles homonymes, voir De Lattre.
Laure de Lattre, née le 29 mars 1976 à Paris, est une animatrice de télévision française.

## Biographie
Elle est principalement connue pour sa participation à la première saison de l’émission de téléréalité Loft Story (avril à juillet 2001). Par la suite, elle fait revoir le contrat qu'elle a signé pour participer à l'émission.
En 2001, elle anime Laure de Vérité diffusée chaque samedi sur Téva, où elle interviewe différentes personnalités. Elle est aussi animatrice de Laure a sonné sur la même chaîne.
Jusqu’en avril 2002, elle officie dans l'émission de Jérôme Bonaldi sur Europe 1. En avril 2002, elle présente sur M6 avec Guillaume Stanczyk l’émission matinale Morning Live, succédant ainsi à Michaël Youn. Ils seront remplacés par Cyril Hanouna en février 2003.
Elle sort en 2002 C'est génial d’être une fille aux éditions Michel Lafon.
En 2008, Laure de Lattre se marie avec Fabrice Jeandemange, un assistant-réalisateur rencontré sur le tournage du Morning Live, avec qui elle aura deux enfants. Elle crée sa société Beauty Street avec sa sœur, société spécialisée dans les vêtements pour les professionnels de l'esthétique, de l'hôtellerie et de la santé. Elle quitte la société et rejoint Les Nouvelles Esthétiques, un magazine destiné aux professionnels de la beauté, en tant que rédactrice en chef. Ce magazine est dirigé par sa mère.